# Кіпріно (Нев'янський міський округ)
Кі́пріно (рос. Киприно) — село у складі Нев'янського міського округу Свердловської області.
Населення — 325 осіб (2010, 322 у 2002).
Національний склад станом на 2002 рік: росіяни — 94 %.